# Słoweczne
Słoweczne (ukr. Словечне) – wieś na Ukrainie, w obwodzie żytomierskim, w rejonie owruckim, nad Sławieczną. W 2001 roku liczyła 1725 mieszkańców.